# 新座市立新開小学校
新座市立新開小学校（にいざしりつ しんかいしょうがっこう）は、埼玉県新座市大和田1－22－10に位置する公立小学校である。

## 沿革
- 1977年4月1日　新座市立大和田小学校・新座市立東北小学校・新座市立大正小学校・新座市立新座小学校より分離し、開校。
- 1978年　校章制定（作図：高桑明男）　校旗贈呈　学校の木を「ナシ」と定める。
- 1980年　校歌制定記念式挙行（作詞：宮澤章二　作曲：土肥泰）
- 1983年　学校の花を「ヒマワリ」と定める。
- 1988年　大規模改修耐震補強工事終了。
- 2000年　学校林開設。
- 2014年　体育館大規模改修完成。トイレ改修完成。
- 2015年　プール改修工事完成。

## 学校行事
- 9月最終土曜日　運動会
- 10月最終土曜日または日曜日（交互）　授業公開

## 学区内の主な施設
- 新座市立大和田公民館
- 新座市立大和田ファミリープール（老朽化に伴い2021年度に廃止[1]）
- 大和田氷川神社

## 通学区域
- 新座市
  - 大和田1丁目（川越街道以北）
  - 大和田4丁目
  - 大和田5丁目
  - 北野2丁目
  - 中野1丁目
  - 中野2丁目

## 進学中学校
- 新座市立第四中学校

## 交通
- JR武蔵野線新座駅北口より徒歩12分
- 東武東上線志木駅南口より新座団地行きバス（西武バス・東武バス共同運行）新座団地入口下車徒歩10分
- 東武東上線志木駅南口より跡見学園女子大学行き西武バス新座柳瀬高校入口下車徒歩5分